# Stylops montanus
Stylops montanus  (лат.) — вид веерокрылых насекомых рода Stylops из семейства Stylopidae. Япония (Хонсю, Нагано).
Длина цефалоторакса 1,03 мм, максимальная ширина 0,95 мм; интермандибулярное расстояние 0,15 мм. Характеризуется субтреугольной формой цефалоторакса и крупными мандибулами. 
Паразиты пчёл вида Andrena (Oreomelissa) mitakensis (Andrena, Andrenidae). Близок к виду Stylops  oblongulus, обнаруженному на пчёлах Andrena (Andrena) longitibialis. 
Вид был впервые описан в 1990 году японскими энтомологами Тэйдзи Кифунэ (Kifune Teiji; Department of Parasitology, School of Medicine, Университет Фукуоки, Фукуока) и Ясуо Маэтой (Maeta Yasuo; Division of Environmental Biology, Faculty of Agriculture, Университет Симанэ, Япония).